# Хитон

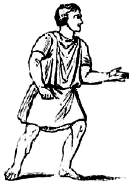
Греческий хитон (амфимаскал (ἀμφιμάσχαλος))

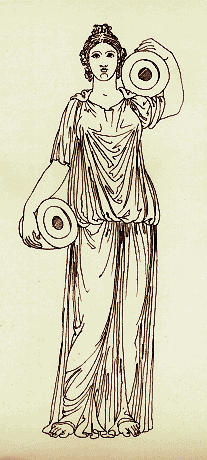
Данаида в хитоне

Хито́н (от греч. χιτών — одежда) — мужская и женская одежда (нижняя) у древних греков; подобие рубашки (льняной или шерстяной, реже хлопковой), чаще без рукавов (в классическую эпоху хитоны с рукавами носили только актёры).
В других источниках указано, что хитон (χιτών, ион. κιθών) у древних греков (первоначально у ионян), иудеев имевшая вид сорочки мужская и женская нижняя одежда, которую шили из льняной ткани, род узкой рубашки с подолом, спускавшимся ниже колен, а также нижняя одежда у евреев, как у мужчин, так и у женщин, и она составляла также нижнюю одежду у священников и левитов.

## История
Мужской хитон делали из прямоугольного куска ткани (примерно в один метр шириной и около 1,8 метра длиной), который складывали пополам по вертикали и скалывали на плечах пряжками. Для большей свободы движений во время гимнастических и военных упражнений пряжку на правом плече отстёгивали. Низ хитона обязательно подшивали (не подшитый, обтрёпанный низ был знаком траура или рабства). Хитон всегда подпоясывался, как правило, с напуском. Его длина зависела от возраста и социального положения человека. Чаще всего он доходил до колен, но жрецы и должностные лица при исполнении обязанностей, а также трагические актёры во время представлений носили длинные (до лодыжек) хитоны. Воины, напротив, обычно укорачивали хитоны до самых бёдер. Во время работы надевали особый вид хитона — экзомис, представлявший собой кусок грубого полотна, пропущенный под правой рукой, скреплённый на левом плече и подпоясанный. Иногда женщины носили длинный хитон из плиссированой ткани, подпоясанный таким образом, чтобы получался диплодий — небольшой напуск.
В Библии (в её греческом переводе Септуагинте, а также и в ряде других переводов на европейские языки) словом «хитон» переведено ивритское слово «кутонет» (כתונת‬) (Исх. 28:40), под которым понимается род рубахи у евреев, как у мужчин, так и у женщин; хитон (кутонет) входит в предписанное одеяние для священников и левитов. Хитон представлял собой рубаху с рукавами до запястий, надеваемую на голое тело. В Православной церкви хитон — принадлежность облачения мантийных монахов и схимников, одежда из грубой ткани, власяница, носимая под рясой.